# Muerte en el seminario
Muerte en el seminario (Death in Holy Orders) es una novela policiaca de la escritora británica P. D. James publicada en 2001, siendo best séller.

## Argumento
El cuerpo de un joven seminarista que estudiaba en la Universidad de Saint Anselm, ubicado en Anglia Oriental, es encontrado enterrado bajo un montículo de arena. El veredicto es accidente. Sin embargo, la encargada de mantenimiento de la Universidad recuerda un detalle y lo relaciona inmediatamente con la muerte del estudiante. Y la mujer no tardará en morir, al parecer de un ataque al corazón.
Adam Dalgliesh, el detective y poeta de Scotland Yard es solicitado para investigar el caso, que se complica con la muerte del archidiácono Crampton, al que todos las personas relacionadas con el seminario parecían odiar.

## Adaptación
La novela fue adaptada para televisión como un telefilme por la cadena británica BBC.